# ليام روبنسون
ليام روبنسون (بالإنجليزية: Liam Robinson)‏ (29 ديسمبر 1965 ببرادفورد في المملكة المتحدة - ) هو لاعب كرة قدم بريطاني في مركز الهجوم. لعب مع نادي بريستول سيتي ونادي بوري ونادي بيرنلي ونادي ترانمير روفرز لكرة القدم ونوتينغهام فورست وهدرسفيلد تاون ونادي سكاربورو وStocksbridge Park Steels F.C. ‏ وHarrogate Railway Athletic F.C. ‏ ونورثويتش فيكتوريا ونادي ستاليبريدج سيلتيك وRossendale United F.C. ‏ وEccleshill United F.C. ‏.

## وصلات خارجية
- ليام روبنسون على موقع قاعدة بيانات كرة القدم.إي يو (الإنجليزية)
- ليام روبنسون على موقع Soccerbase.com (لاعب) (الإنجليزية)